# Rosa María Ojeda
Rosa María Ojeda Cuen (née le 15 octobre 1986 à Culiacán, Sinaloa) est la Nuestra Belleza México (Miss Mexique) 2007. Elle a représenté son pays « à domicile » lors du concours de beauté Miss Univers, le 28 mai 2007, à Mexico.

## Biographie
Rosa María Ojeda Cuen est la plus jeune de cinq enfants. Ses deux frères ainés sont décédés alors qu'elle n'était qu'une enfant, et à l'âge de quinze ans, on lui diagnostica un cancer de la thyroïde. Malgré ce passé difficile, elle put participer au concours de beauté Nuestra Belleza México le 2 septembre 2006 à Tampico, dans l'état de Tamaulipas. Elle remporta la compétition, devenant ainsi la Miss Mexique, et gagnant le droit de représenter son pays lors de Miss Univers 2007, à Mexico. Le concours fut gagné par la japonaise Riyo Mori, et Rosa María se plaça dans le Top 10.

### La controverse du costume national
En avril 2007 éclata une controverse sur le costume national proposé à Rosa María Ojeda. La jupe représentait en effet des scènes de la guerre des Cristeros, qui opposa de 1926 à 1929 une rébellion paysanne catholique à l'État mexicain et s'acheva par de nombreux morts. Ce costume, complété d'une ceinture de munitions et d'un crucifix porté en pendentif, prétendait montrer un évènement culturel et historique du Mexique, mais des intellectuels le déclarèrent de mauvais goût et inapproprié. Il fut finalement remplacé par un costume représentant  Notre-Dame de Guadalupe.